# Jerry Kerr
John Kerr, meglio conosciuto con il nome di Jerry (Armadale, 1º giugno 1912 – Dundee, 8 novembre 1999), è stato un allenatore di calcio e calciatore scozzese, di ruolo difensore.

## Biografia
Calciatore e poi allenatore, Kerr sposò nel 1936 Barbara da cui ebbe i figli Gil e Rhonda. Dal 1939 al 1945 servì nell'esercito britannico nel nono battaglione dei King's Own Scottish Borderers a causa dello scoppio della seconda guerra mondiale, conflitto nel quale partecipò anche allo sbarco in Normandia: Kerr affermò che l'aver partecipato a questo evento storico gli tolse ogni paura.
Nel 2016 è stato inserito nella hall of fame degli Arabs.

## Carriera

### Calciatore
Di ruolo terzino, Kerr inizia la carriera a quindici anni nell'Armadale Thistle, club della sua città natale.
A diciassette anni viene ingaggiato dai Rangers, giocandovi solo un incontro.
Nel 1939 passa al Dundee Utd ma dopo appena quattro partite di campionato e cinque di Scottish War Emergency Cup, raggiungendone però la finale persa contro i Rangers, Kerr fu chiamato a servire nell'esercito britannico, tornando al calcio solo al termine del secondo conflitto mondiale.
Terminata la guerra passa al Rangers per la stagione 1946-1947, vincendo la Scottish Division A 1946-1947 e la Scottish League Cup.
Torna ai Rangers anche nella stagione 1949-1950, vincendo nuovamente il campionato e la coppa di Scozia.
Giocò poi con l'Alloa Athletic ed il Berwick Rangers.
Dopo l'esperienza con i Gers diventa allenatore-giocatore dei Peebles Rovers, club della East of Scotland Football League.

### Allenatore
Come allenatore pensava che fosse importante l'aspetto psicologico, rafforzando la fiducia e sostenendo il morale dei giocatori.
Iniziò la carriera da allenatore nel Peebles Rovers, club della East of Scotland Football League. Dopo i Rovers allenò il Berwick Rangers, facendosi notare per aver eliminato con i suoi eliminando il Dundee dalla Coppa di Scozia.
Successivamente per un triennio allena l'Alloa Athletic, ove scoprì il talentuoso John Anderson White, per poi diventare allenatore del Dundee Utd nel 1959.
Ottenne con i neroarancio l'immediata promozione nella massima serie scozzese al termine della Scottish Division Two 1959-1960, grazie al secondo posto ottenuto. Allenò il club sino al 1971, sempre in massima serie, vincendo quattro Forfarshire Cup. Negli anni in cui guidò il Dundee Utd, Kerr ebbe particolare predilezione per i giocatori provenienti dalla Scandinavia, ingaggiandone molti come Örjan Persson, Finn Døssing, Mogens Berg e Lennart Wing. Curò inoltre con particolare attenzione la situazione economica del club, riuscendo a garantirgli una stabilità economica che rese la squadra protagonista del campionato scozzese. Nell'inverno 1962, involontariamente, contribuì alla nascita di uno dei soprannomi del club, The Arabs, poiché per evitare un ennesimo rinvio di una partita contro lo Stirling Albion a causa del campo ghiacciato: Kerr si fece prestare dei cannelli bruciatori per il catrame per sciogliere il ghiaccio, rovinando però il manto erboso che fu sistemato con della sabbia. La squadra si impose per 3-0, dando così origine ad uno dei soprannomi del Dundee Utd.
Con il suo club partecipò a due edizioni della Coppa delle Fiere. Nella Coppa delle Fiere 1966-1967 eliminò nei sedicesimi di finale i campioni in carica del Barcellona, prima squadra scozzese a vincere in una trasferta in Spagna, ma venendo eliminato nel turno successivo dagli italiani della Juventus. Nella Coppa delle Fiere 1969-1970 si ferma ai tredicesimi, mentre nell'edizione seguente invece raggiunse i sedicesimi di finale.
Nell'estate 1967 con i Tangerines disputò il campionato nordamericano organizzato dalla United Soccer Association: accadde infatti che tale campionato fu disputato da formazioni europee e sudamericane per conto delle franchigie ufficialmente iscritte al campionato, che per ragioni di tempo non avevano potuto allestire le proprie squadre. Il Dundee rappresentò il Dallas Tornado, che concluse la Western Division, con 3 vittorie, 3 pareggi e 6 sconfitte, al sesto ed ultimo posto.
Conscio di non essere più adatto al calcio contemporaneo Kerr decise di lasciare la guida del Dundee Utd nel 1971 a Jim McLean, giovane allenatore scelto proprio da lui per succedergli, dopo aver posto le basi per i futuri successi del club, divenendo per due anni general manager dei arancionero. Allontanato dal club che tanto aveva contribuito a far crescere, diviene osservatore degli inglesi del West Bromwich, tornando ad allenare nel 1974 in Scozia il Forfar Athletic e poi le giovanili del Dundee.

## Palmarès

### Calciatore
- Campionato scozzese: 2

Rangers: 1946-1947, 1949-1950
- Coppa di Lega Scozzese: 1

Rangers: 1946-1947
- Coppa di Scozia: 1

Rangers: 1949-1950

### Allenatore
- Forfarshire Cup: 4

Dundee Utd: 1960-1961, 1962-1963, 1964-1965, 1968-1969